# Feldbahn Qoornoq
| Spurweite: | 600 mm (Schmalspur) |              |              |
| |                     |              |              |
| \| \| \| Hafen \| \| \| \| \| Fischfabrik \| \| \| \| \| Lagerhalle \| \| \| \| \| Lagerhalle \| \| \| \| \| Trockenhalle \| \| \| \| \| \| \| \| \| \| Trockenplatz \| \| \| \| \| Qoornoq \| \| |                     |              |              |
| |                     | Hafen        |              |
| Strecke quer (außer Betrieb) |                     | Fischfabrik  | Fischfabrik  |
| Abzweig geradeaus und nach rechts (Strecke außer Betrieb) |                     | Lagerhalle   | Lagerhalle   |
| Abzweig geradeaus und nach links (Strecke außer Betrieb) |                     | Lagerhalle   | Lagerhalle   |
| Tunnel (Strecke außer Betrieb) |                     | Trockenhalle | Trockenhalle |
| Abzweig geradeaus und nach links (Strecke außer Betrieb) · Strecke von rechts (außer Betrieb) |                     |              |              |
| Strecke (außer Betrieb) · Strecke quer (außer Betrieb) |                     | Trockenplatz | Trockenplatz |
| |                     | Qoornoq      |              |

Auf Grönland bestand eine Reihe von Kohlegruben mit Feldbahnstrecken, einige Strecken während der Bauphase von amerikanischen Luftwaffenstützpunkten während des Zweiten Weltkrieges und eine Feldbahn in der Fischfabrik Qoornoq. Spuren der Bahnen wurden in den Minen Den sorte Engel, Mestersvig und Ivigtut sowie in drei Kohlebergwerken und einigen Kupfer- und Graphitbergwerken gefunden, Nachweise gibt es von den Feldbahnen der Kohlegrube Qaarsuarsuk und der Kryolithgrube Qaarsut.

## Fischfabrik Qoornoq
Qoornoq ist eine wüst gefallene grönländische Siedlung im Distrikt Nuuk in der Kommuneqarfik Sermersooq. 1918 lebten 102 Menschen in zehn Wohnhäusern. Unter ihnen waren der Udstedsverwalter, ein Katechet und eine Hebamme. Dazu kamen 17 Jäger und zwei Fischer. Die Bevölkerung jagte hauptsächlich Rentiere, Robben und Füchse und betrieb Fischfang.
Für die gefangenen Fische wurde bereits 1924 ein Trocknungshaus errichtet. 1930 wurde eine Schule gebaut. Der Fischfang wurde in den Folgejahren weiter ausgebaut. Bis 1950 stieg daher die Einwohnerzahl auf 156 Personen an. 1952 wurde nirgends in Grönland so viel Fisch gefangen wie in Qoornoq. Auf einen Fischer kamen im Durchschnitt 16.727 kg Fisch. 1953 wurde ein neuer Laden gebaut, 1955 eine Werkstatt errichtet, 1957 folgten eine Hebammenwohnung, 1958 eine neue Schule, 1960 ein Kindergarten sowie eine Telestation und 1963 ein Feuerwehrhaus. 1960 waren es schon 227 Einwohner. Ab 1950 gehörte Qoornoq zur neuen Gemeinde Nuuk. Dennoch wurde Qoornoq ein Opfer der Konzentrationspolitik der 1960er Jahr und 1970 lebten nur noch 65 Personen im Ort. 1974 wurde Qoornoq offiziell aufgegeben. Allerdings wurden zwischen 1979 und 2009 noch durchgängig eine Anzahl von einer bis vier Personen als Bewohner gezählt. Der Ort ist sehr gut erhalten, da die Gebäude im Sommer von den Grönländern als Ferienhäuser genutzt werden.

## Feldbahn Fischfabrik Qoornoq
2009 lagen noch die Gleise des Qoornoq X-press, einer von Hand geschobenen Werksbahn mit einer Spurweite von 600 mm, die für den Fischtransport im Ort genutzt wurde. Die Strecke führte vom Hafen zu den Verarbeitungsanlagen sowie zu den Trockenplätzen, wobei die Trockenhalle durchfahren wurde. Ein Gleis führte bis in die Ortsnähe, ein weiteres bis zum Trockenplatz. An beiden Gleisen waren Gestelle zum Trockenen der Fische aufgestellt.
Die Strecke war von 1955 bis 1971 in Betrieb. Auf den Gleisen wurden die Fische vom Hafen zur Weiterverarbeitung in eine Halle transportiert, wobei die Wagen teilweise über Drehscheiben verschoben wurden. Im Jahre 1971 wurde die Firma geschlossen und der Betrieb der Bahn eingestellt.
Die Wagen wurden per Hand befördert, Lokomotiven waren nicht vorhanden.